# Lettere (Plinio il Giovane)
Le Lettere o Epistole (in latino, Epistulae) sono la maggiore opera pervenutaci di Plinio il Giovane e rappresentano una testimonianza unica della vita quotidiana, culturale e politico-amministrativa dell'Impero romano sul principio del II secolo.
Le epistole sono distinte in due gruppi: quelle dei primi nove libri (Epistularum libri novem), indirizzate ad amici e familiari e che Plinio preparò per la pubblicazione, e quelle del libro decimo (Epistularum ad Traianum liber), che costituiscono il carteggio con l'imperatore Traiano durante il governatorato di Plinio di Bitinia e Ponto. Questo libro finale, non destinato alla pubblicazione, fu pubblicato da qualche amico dopo la morte di Plinio.
Lo stile è semplice ed elegante, ma talvolta accusato di troppa affettazione.
Di particolare interesse sono le due lettere in cui Plinio descrive a Tacito l'eruzione del Vesuvio del 79 d.C., durante la quale morì suo zio Plinio il Vecchio (Epistulae, VI, 16; VI, 20), e quella in cui chiede all'imperatore istruzioni sulla politica da tenere nei confronti dei cristiani, con la responsiva di Traiano (Epistulae, X, 96-97).
Altre importanti figure letterarie del tardo I secolo d.C. appaiono nella collezione come amici o conoscenti di Plinio, tra cui il poeta Marco Valerio Marziale  lo storico Publio Cornelio Tacito, il biografo Gaio Svetonio Tranquillo e il cavaliere Voconio Romano Grande importanza ha la figura dell'omonimo zio: il nipote ne descrive l'attività d'instancabile studioso, elencando tutte le opere da lui composte (oggi resta la sola Storia naturale). Poiché Plinio il Giovane ne ereditò le proprietà, ricevette anche la grande biblioteca di suo zio e dovette trarne grande insegnamento.

## Libri I-IX

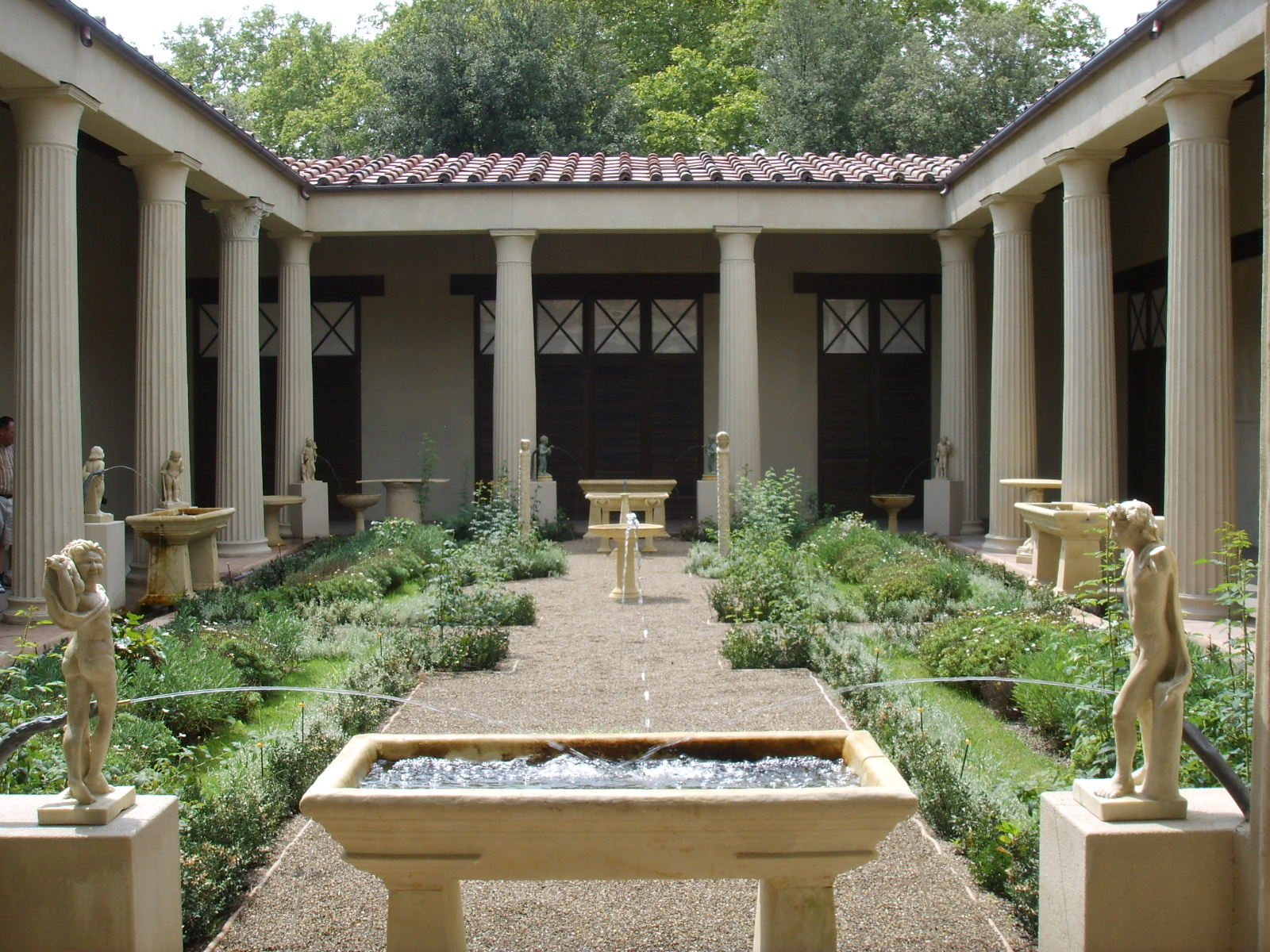
Ricostruzione del giardino romano della Casa dei Vettii a Pompei

La prima lettera (I, 1), diretta a Setticio Claro illustra succintamente i motivi che spinsero Plinio a pubblicare le sue lettere: le istanze dell'amico - e un desiderio di parlare di sé che percorre, più o meno scopertamente, pressoché ogni lettera della raccolta; l'autore vi dichiara di non curare l'ordine, ma la coerenza del complesso lascia pensare ad una notevole cura nella selezione e nel riordino delle epistole. Quelle che danno dettagli sulla vita di Plinio nelle sue ville sono documenti importanti nella storia dell'architettura dei giardini.
Mancando le date, la cronologia interna è spesso dubbia: si suggerisce che i libri dal I al II fossero scritti tra il 97 e il 102, i libri dal IV al VII furono composti tra il 103 e il 107 e i libri VIII e IX coprono gli anni 108 e 109. Libri o gruppi di libri furono probabilmente pubblicati separatamente tra 100 e 110.

### L'eruzione del Vesuvio

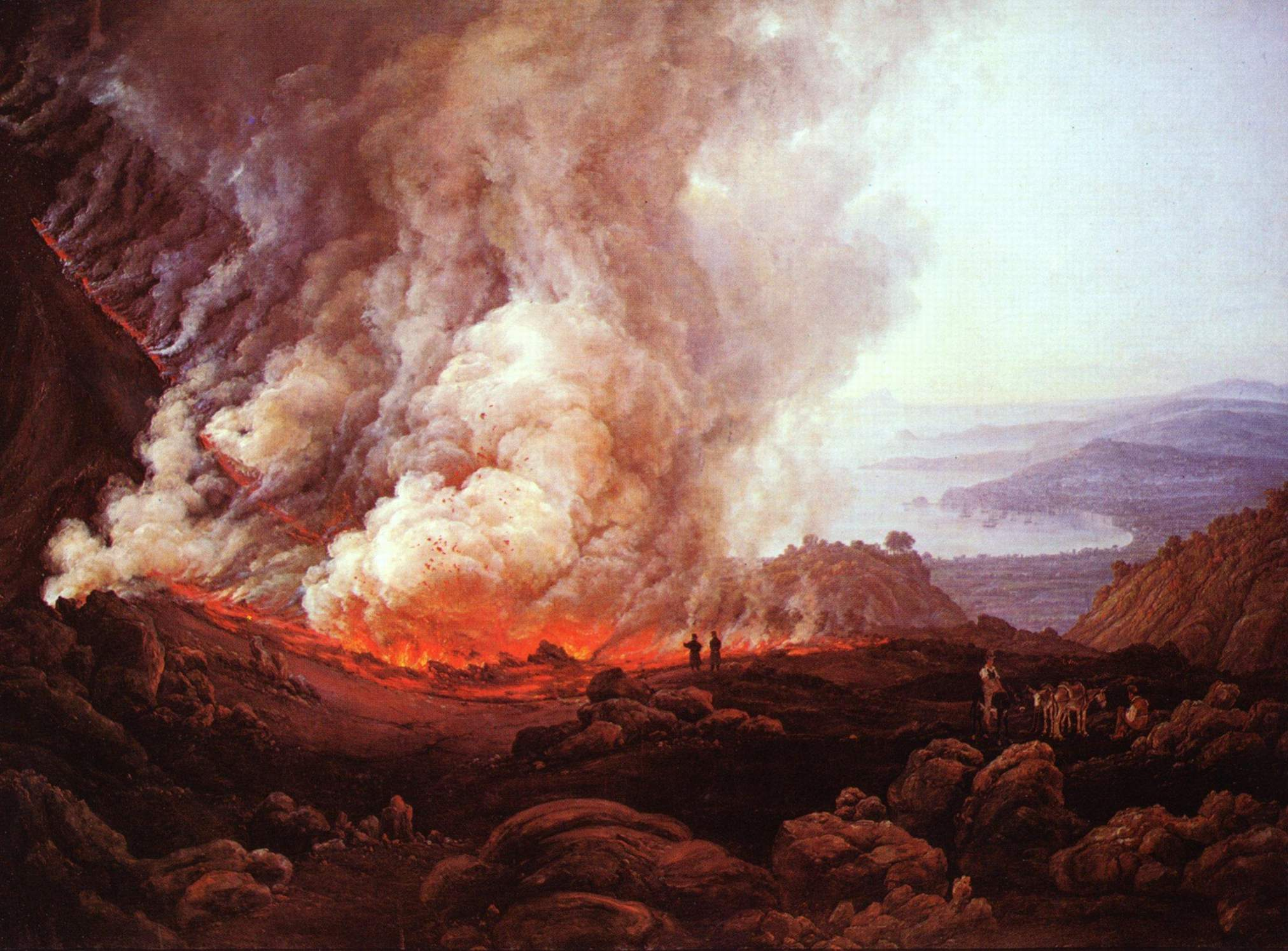
Johan Christian Dahl, L'eruzione del Vesuvio nel dicembre 1820, olio su tela, 1826

Le lettere 16 e 20 del libro VI, scritte nel 107 circa e indirizzate a Tacito, che aveva richiesto informazioni per la storia che stava componendo, raccontano l'eruzione del Vesuvio del 79, cui Plinio assistette da Miseno, e sono tra le più famose, anche oltre l'ambiente letterario, tant'è vero che i moderni vulcanologi chiamano pliniana il tipo di eruzione da lui mirabilmente descritto. 
Nella prima lettera (Epistulae, VI, 16), Plinio parla della morte dell'omonimo zio avvenuta durante l'eruzione, riferendo le testimonianze ricevute. Plinio il Vecchio era allora praefectus classis Misenensis a Miseno e, all'inizio dell'eruzione, dopo aver tentato invano di approdare a Ercolano con delle quadriremi, si era diretto a Stabia dall'amico Pomponiano per portargli aiuto e osservare più da vicino il fenomeno. La mattina del terzo giorno fu trovato esanime, "più simile a un dormiente che a un morto" (VI, 16, 20).
In questa lettera si trova la celebre definizione del pino vulcanico:
(Epistulae, VI, 16, 5-6, testo latino a cura di Heinrich Keil, traduzione di Luigi Rusca.)

## Libro X
Le lettere raccolte nel decimo libro sono ricevute o inviate all'imperatore Traiano per ragioni d'ufficio, durante il governo provinciale. In quanto tali, offrono una visione unica delle funzioni amministrative di una provincia romana del tempo, così come dei piccoli o grandi favori accordati ad e più ampi costumi culturali di Roma stessa. Inoltre, la corruzione e l'apatia che si sono verificati a vari livelli della provincia romana possono essere comprese chiaramente negli. Le lettere contengono anche uno dei più antichi resoconti esterni del culto cristiano, e le ragioni per l'esecuzione dei cristiani.

## Storia editoriale
I codici delle Lettere di Plinio il Giovane si possono distinguere in quattro gruppi, a seconda che contengano tutti i dieci libri dell'epistolario, o i nove libri delle epistole familiari, o solo otto libri delle stesse (I-VII, IX); i rappresentanti del quarto gruppo contengono 100 lettere (I-V, 6; omessa la lettera IV, 26).
Il codice più antico e autorevole, risalente al V secolo e contenente tutte le lettere, era il Parisinus, scoperto da Giovanni Giocondo nell'abbazia di San Vittore vicino a Parigi, di cui un frammento di sei fogli sopravvive nella Pierpont Morgan Library (ms. M.462). Da esso derivano tutti i manoscritti integrali esistenti.
Il codice più importante superstite è il Laurentianus Mediceus Plutei 47.36, scritto nell'abbazia di Fulda nel X secolo e contenente i libri I-IX, 15, 17-25. Altri manoscritti conservati nella Biblioteca Medicea Laurenziana sono il Laurentianus Ashburnham 98 del IX secolo e il Laurentianus S. Marco 284 dell'XI secolo, entrambi contenenti i libri I-V, 6 (le 100 lettere). Il Vaticanus Latinus 3864 del IX secolo contiene, alle carte 75-108, i libri I-IV.
L'editio princeps delle Epistulae, pubblicata nel 1471 a Venezia da Christoph Valdarfer a cura di Ludovico Carbone, contiene otto libri (i primi sette e il nono), con 222 lettere. Nel 1474 fu pubblicata a Roma da Johannes Schurener un'edizione che comprende nove libri con 236 lettere (aggiunte le epistole VIII, 1-8 e 19-24).  La prima edizione completa dei dieci libri fu stampata nel 1508 da Aldo Manuzio, servendosi del Parisinus procuratogli da Alvise Mocenigo Dalle Gioie, nonché della trascrizione di fra Giocondo.

## Edizioni moderne
- (LA) Epistolarum libri decem et Panegyricus, 2 voll. (vol. I; vol. II), cum varietate lectionum ac integris adnotationibus editionis Schaeferianae quibus suas addidit Nicolaus Eligius Lemaire, Parisiis, excudebat Firminus Didot, 1822-1823.
- (LA) Epistularum libri novem; Epistularum ad Traianum liber; Panegyricus, recognovit Henricus Keil, Lipsiae, sumptibus et typis B. G. Teubneri, 1868.
- (LA) Epistularum libri decem, recensuit Elmer Truesdell Merrill, Lipsiae, in aedibus B.G. Teubneri, 1922.
- (LA) Epistulae, a critical edition by Selatie Edgar Stout, Bloomington, Indiana University Press, 1962.
- (LA) Epistularum libri decem, recognovit brevique adnotatione critica instruxit Roger A. B. Mynors, Oxonii, e typographeo Clarendoniano, 1963.

## Traduzioni
- Lettere tradotte in lingua italiana e dedicate all'illustriss. ed eccellentiss. signore d. Alessandro Albani, nipote di nostro signore Clemente XI pontefice ottimo massimo, dal canonico Gio. Antonio Tedeschi e tra gli arcadi Orticolo Eleo, In Roma, dalla stamperia di Gio. Maria Salvioni nella Sapienza, 1717 (prima traduzione italiana).
- Le lettere, 3 voll., tradotte ed illustrate da Pier Alessandro Paravia jadrense, Venezia, dalla Tipografia di commercio, 1830-1832.
- (LA, IT) Lettere ai familiari, 2 voll., Testo latino e versione di Guido Vitali, Bologna, Nicola Zanichelli, 1958-1959.
- Lettere ai familiari, Traduzione e note di Luigi Rusca, Milano, Rizzoli, 1961.
- Carteggio con Traiano e Panegirico di Traiano, Traduzione e note di Luigi Rusca, Milano, Rizzoli, 1963.
- (EN) The Letters, translated with an Introduction by Betty Radice, London, Penguin Books, 1963.
- (LA, IT) Lettere, libro decimo; Il panegirico di Traiano, Testo latino e versione di Giovanni Bellardi, Bologna, Nicola Zanichelli, 1964.
- (LA, EN) Letters and Panegyricus, 2 voll., with an English translation by Betty Radice, London, William Heinemann, 1969.